# 比施多夫湖

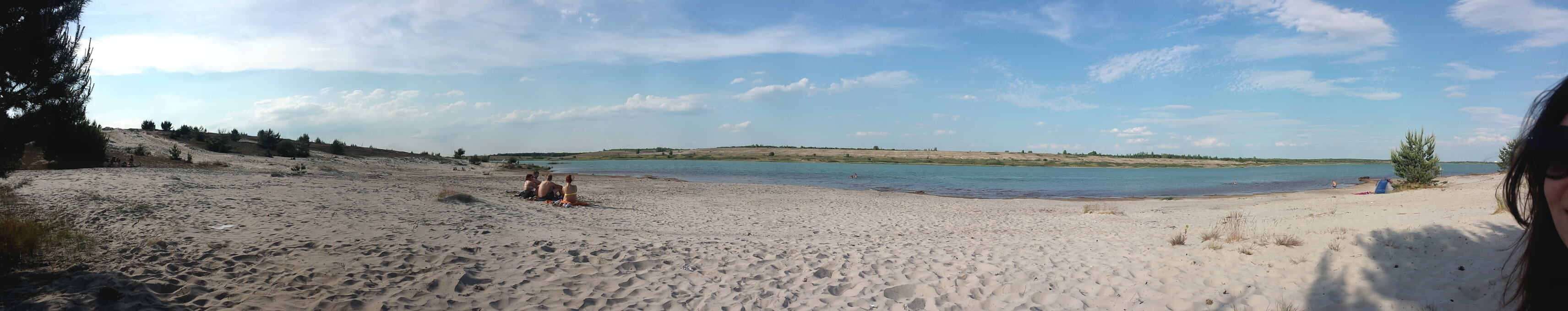

51°48′N 14°00′E / 51.8°N 14.0°E
比施多夫湖（德語：Bischdorfer See），是德國的湖泊，位於該國東北部，由勃蘭登堡州負責管轄，處於上施普雷瓦爾德-勞西茨縣，面積2.6平方公里，海拔高度34米，平均水深1.4米，最大水深2米。